# Villechauve
Villechauve é uma comuna francesa na região administrativa do Centro, no departamento Loir-et-Cher. Estende-se por uma área de 10,91 km². Em 2010 a comuna tinha 276 habitantes (densidade: 25,3 hab./km²).